# Denis Hollenstein
Denis Hollenstein, född 15 oktober 1989 i Zürich, Schweiz är en schweizisk professionell ishockeyspelare som spelar för schweiziska Kloten Flyers i Nationalliga A.
Hollenstein har även spelat ett flertal matcher för det schweiziska hockeylandslaget.

## Klubbar
- Kloten Flyers, Moderklubb–2007, 2009–2013, 2014–
- Guelph Storm, 2007–2009
- Genève-Servette HC, 2013–2014